# Portulaca
Portulaca е род цъфтящи растения от семейство Тученицови (Portulacaceae). Включва над 100 вида, срещащи се в тропиците и топлите региони с умерен климат. Видовете Portulaca са известни като тученици.

## Употреба
Обикновената тученица (Portulaca oleracea) се консумира широко като ядливо растение, а в някои райони е инвазивно.
Калдъръмчето (Portulaca grandiflora) е добре известно декоративно градинско растение.
Тученицата се ползва за фураж на пилета.
Някои видове Portulaca се използват като хранителни растения от ларвите на някои видове пеперуди (Lepidoptera), включително индийско орехче (Hadula trifolii).

## Видове
Приемат се следните видове:
- Portulaca africana (Danin & H. G. Baker) Danin – Западна Африка до Южен Китай
- Portulaca almeviae Ocampo – Мексико
- Portulaca amilis Speg. – Парагвайска тученица – Перу до Бразилия и Северна Аржентина
- Portulaca anceps A. Rich. – Етиопия
- Portulaca argentinensis Speg. – Аржентина
- Portulaca aurantiaca Proctor – Ямайка
- Portulaca australis Endl. – N. & NE. Австралия до западен централен Тихи океан
- Portulaca badamica S. R. Yadav & Dalavi – Индия
- Portulaca bicolor F. Muell. – австралийска свинска трева – Австралия
- Portulaca biloba Urb. – кубинска тученица – Куба
- Portulaca brevifolia Urb. – Куба до Хаити, СЗ. Венецуела
- Portulaca bulbifera M. G. Gilbert – Етиопия, Кения
- Portulaca californica D. Legrand – Мексико
- Portulaca canariensis Danin & Reyes-Bet. – Канарски острови
- Portulaca cardenasiana D. Legrand – Пуерториканска тученица – Боливия
- Portulaca caulerpoides Britton & P. Wilson – Пуерто Рико
- Portulaca centrali-africana R. E. Fr. – И. ДР Конго до СЗ. Танзания
- Portulaca chacoana D. Legrand – Парагвай до NE. Аржентина
- Portulaca ciferrii Chiov. – Ю. Сомалия до Ю. И. Кения
- Portulaca clavigera R. Geesink – Западна Австралия
- Portulaca colombiana D. Legrand – Колумбия до Венецуела
- Portulaca commutata M. G. Gilbert – Южна Етиопия до Северна Танзания
- Portulaca confertifolia Hauman – Аржентина
- Portulaca conoidea S. M. Phillips – Кения
- Portulaca constricta M. G. Gilbert – Етиопия, Сомалия
- Portulaca conzattii P. Wilson – Мексико до Централна Америка
- Portulaca coralloides S. M. Phillips – Кения
- Portulaca cryptopetala Speg. – Аржентина, Боливия, Бразилия, Парагвай, Уругвай
- Portulaca cubensis Britton & P. Wilson – Куба
- Portulaca cyclophylla F. Muell. – Западна Австралия
- Portulaca cypria Danin – средиземноморски
- Portulaca daninii Galasso, Banfi & Soldano – Бразилия, Колумбия, Перу, Суринам
- Portulaca decipiens Poelln. – Австралия
- Portulaca decorticans M. G. Gilbert – Кения, Сомалия
- Portulaca dhofarica M. G. Gilbert – Оман
- Portulaca diegoi Mattos – Бразилия
- Portulaca digyna F. Muell. – Австралия
- Portulaca dodomaensis M. G. Gilbert – Танзания
- Portulaca echinosperma Hauman – Аржентина
- Portulaca edulis Danin & Bagella – Кипър
- Portulaca elatior Mart. ex Rohrb. – Карибите до Южна Тропическа Америка
- Portulaca elongata Rusby – Аржентина, Боливия, Перу
- Portulaca eruca Hauman – Аржентина, Парагвай
- Portulaca erythraeae Schweinf. – Еритрея, Судан
- Portulaca fascicularis Peter – Кения, Танзания
- Portulaca filifolia F. Muell. – Австралия
- Portulaca filsonii J. H. Willis – Австралия
- Portulaca fischeri Pax – Кения, Танзания, Уганда
- Portulaca fluvialis D. Legrand – Аржентина, Боливия, Бразилия, Парагвай, Перу, Уругвай
- Portulaca foliosa Ker Gawl. – Тропическа и Южна Африка, Арабски полуостров
- Portulaca fragilis Poelln. – Боливия
- Portulaca frieseana Poelln. – Бразилия
- Portulaca fulgens Griseb. – Аржентина
- Portulaca gilliesii Hook. – Аржентина, Боливия, Парагвай, Уругвай
- Portulaca giuliettiae T. Vieira & A. A. Coelho – Бразилия
- Portulaca goiasensis T. Vieira & A. A. Coelho – Бразилия
- Portulaca gracilis Poelln. – Боливия
- Portulaca grandiflora Hook. – мъхово-розова тученица – Аржентина, Боливия, Бразилия, Парагвай, Уругвай
- Portulaca grandis Peter – Етиопия, Кения, Танзания, Уганда
- Portulaca granulatostellulata (Poelln.) Ricceri & Arrigoni – Западна Европа до Кавказ; С. Африка до З. Индийски океан
- Portulaca greenwayi M. G. Gilbert – Кения
- Portulaca guanajuatensis Ocampo – Мексико
- Portulaca halimoides L. – копринена тученица – Централна и Южна САЩ до Тропическа Америка
- Portulaca hatschbachii D. Legrand – Бразилия
- Portulaca hereroensis Schinz – Танзания до Южна Африка
- Portulaca heterophylla Peter – Танзания
- Portulaca hirsutissima Cambess. – Бразилия
- Portulaca hoehnei D. Legrand – Бразилия
- Portulaca howellii (D. Legrand) Eliasson – Галапагос
- Portulaca humilis Peter – Танзания
- Portulaca impolita (Danin & H. G. Baker) Danin – САЩ
- Portulaca insignis Steyerm. – Венецуела
- Portulaca intraterranea J. M. Black – Австралия
- Portulaca johnstonii Henrickson – Мексико
- Portulaca juliomartinezii Ocampo – Мексико
- Portulaca kermesina N. E. Br. – Еритрея до Южна Африка, Арабски полуостров
- Portulaca kuriensis M. G. Gilbert – Сокотра
- Portulaca lakshminarasimhaniana S. R. Yadav & Dalavi – Индия
- Portulaca lutea Sol. ex G. Forst. – жълта тученица – тихоокеански
- Portulaca macbridei D. Legrand – Перу
- Portulaca macrantha Ricceri & Arrigoni – Канарски острови, Мароко
- Portulaca macrorhiza R. Geesink – Малки Зондски острови
- Portulaca macrosperma D. Legrand – Боливия
- Portulaca masonii D. Legrand – Мексико
- Portulaca massaica S. M. Phillips – Кения, Танзания
- Portulaca matthewsii Ocampo – Мексико
- Portulaca mauritiensis Poelln. – Архипелаг Чагос, Маскарен
- Portulaca mexicana P. Wilson – Мексико
- Portulaca meyeri D. Legrand – Аржентина
- Portulaca minensis D. Legrand – Бразилия
- Portulaca minuta Correll – Флорида, Бахамски острови
- Portulaca molokiniensis Hobdy – Хавайски острови
- Portulaca monanthoides Lodé – Сокотра
- Portulaca mucronata Link – Боливия, Парагвай, Венецуела
- Portulaca mucronulata D. Legrand – Аржентина, Бразилия
- Portulaca nicaraguensis (Danin & H. G. Baker) Ricceri & Arrigoni – Флорида, Гватемала, Никарагуа, Тексас
- Portulaca nitida (Danin & H. G. Baker) Ricceri & Arrigoni – Европа до Централна Азия, Северна Африка
- Portulaca nivea Poelln. – Перу
- Portulaca nogalensis Chiov. – Сомалия
- Portulaca oblonga Peter – Етиопия, Кения, Танзания
- Portulaca obtusa Poelln. – Аржентина
- Portulaca obtusifolia D. Legrand – Аржентина
- Portulaca okinawensis E. Walker & Tawada – острови Рюкю
- Portulaca oleracea L. – обикновена тученица, свинска трева – Макаронезия, Тропическа Африка, Средиземно море до Пакистан и Арабския полуостров
- Portulaca oligosperma F. Muell. – Австралия
- Portulaca olosirwa S. M. Phillips – Кения
- Portulaca papillatostellulata (Danin & H. G. Baker) Danin – от Европа до Средиземноморието
- Portulaca papulifera D. Legrand – Аржентина
- Portulaca papulosa Schltdl. – Аржентина, Уругвай
- Portulaca paucistaminata Poelln. – Куба
- Portulaca perennis R. E. Fr. – Аржентина, Боливия, Перу
- Portulaca peteri Poelln. – Етиопия, Кения, Танзания
- Portulaca philippii I. M. Johnst. – Боливия, Чили
- Portulaca pilosa L. – рошава тученица – Хавайски острови, южна част на САЩ до тропическа и субтропична Южна Америка
- Portulaca psammotropha Hance – Южен Китай до Филипините
- Portulaca pusilla Kunth – Колумбия, Венецуела
- Portulaca pygmaea Steyerm. – Колумбия, Венецуела
- Portulaca quadrifida L. – тученица от кокошка – Тропически и субтропически Стар свят до ЮЗ. тихоокеански
- Portulaca ragonesei D. Legrand – Аржентина
- Portulaca ramosa Peter – Танзания
- Portulaca rausii Danin – средиземноморски
- Portulaca rhodesiana R. A. Dyer & E. A. Bruce – Южна Африка, Зимбабве
- Portulaca rotundifolia R. E. Fr. – Аржентина, Боливия
- Portulaca rubricaulis Kunth – червеностъблена тученица – SE. Мексико, Флорида до Карибите, Венецуела до Еквадор
- Portulaca rzedowskiana Ocampo – Мексико
- Portulaca samhaensis A. G. Mill. – Сокотра
- Portulaca samoensis Poelln. – Нова Гвинея до ЮЗ. тихоокеански
- Portulaca sanctae-martae Poelln. – Колумбия
- Portulaca sardoa Danin, Bagella & Marrosu – Корсика, Сардиния
- Portulaca saxifragoides Welw. ex Oliv. – Ангола
- Portulaca sclerocarpa A. Gray – ʻIhi makole – Хавайски острови
- Portulaca sedifolia N. E. Br. – Френска Гвиана, Гвиана, Суринам, Венецуела
- Portulaca sedoides Welw. ex Oliv. – Ангола
- Portulaca sicula Danin, Domina & Raimondo – Сицилия
- Portulaca smallii P. Wilson – Малка тученица – Джорджия, Северна Каролина, Южна Каролина, Вирджиния
- Portulaca socotrana Domina & Raimondo – Сокотра
- Portulaca somalica N. E. Br. – Сомалия
- Portulaca stellulatotuberculata Poelln. – Парагвай
- Portulaca stuhlmannii Poelln. – Танзания
- Portulaca suffrutescens Engelm. – храстовидна тученица – Аризона, Мексико, Ню Мексико, Тексас
- Portulaca suffruticosa Wight – Индия, Шри Ланка
- Portulaca sundaensis Poelln. – Малки Зондски острови
- Portulaca thellusonii Lindl. – Бразилия
- Portulaca tingoensis J. F. Macbr. – Аржентина, Перу
- Portulaca trianthemoides Bremek. – Лимпопо
- Portulaca trituberculata Danin, Domina & Raimondo – Канарски острови, E. Централна Европа до Средиземноморието
- Portulaca tuberculata León – Куба, Кайманови острови
- Portulaca tuberosa Roxb. – Индийски субконтинент до Северна Австралия
- Portulaca umbraticola Kunth – тученица крилопод – Мексико до Тропическа Америка
- Portulaca werdermannii Poelln. – Бразилия
- Portulaca wightiana Wall. ex Wight & Arn. – Южна Африка до Етиопия, Индия, Шри Ланка
- Portulaca yecorensis Henrickson & T. Van Devender – Мексико
- Portulaca zaffranii Danin – средиземноморски вид

## Галерия
- Purslane cultivar
- Portulaca flowers
- Portulaca flowers
- Portulaca flowers
- Portulaca flowers
- Portulaca flowers
- Portulaca flowers
- Portulaca flowers
- Portulaca flowers
- Portulaca flowers
- Portulaca flowers
- Portulaca flowers
- Portulaca flowers
- Portulaca flowers
- Portulaca flowers
- Portulaca flowers